# Oroonoko

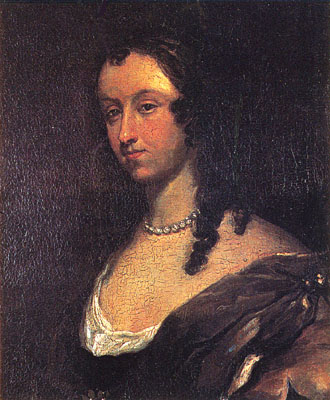
Portrét Aphry Behnové, v jejích přibližně 30 letech, od Mary Bealové.

Oroonoko je román Aphry Behnové (červenec 1640 – 16. dubna 1689), vydaný v roce 1688. Je v něm zachycen příběh tragické lásky hlavního hrdiny, zotročného Afričana v Surinamu v 60. letech 17. století. Autorka do knihy vložila svoje zkušenosti s novou jihoamerickou kolonií. Obecně je Aphra Behnová považována za první profesionální spisovatelku anglické literatury (hlavně díky Virginii Woolfové). I když to není zcela pravda, Behnová byla určitě první profesionální anglická dramatička a novelistka. Ačkoli napsala alespoň jeden předchozí román, Oroonoko je jeden z nejranějších anglických románů, ale také jeden z prvních napsaných ženou.